# China Zun
China Zun – wieżowiec w centralnej dzielnicy biznesowej Pekinu. Jest powszechnie znany jako CITIC Tower. Posiada 109 kondygnacji oraz 528 metrów wysokości. Jest najwyższym budynkiem w mieście, przewyższając Wieżowiec China World Trade Center Tower III o 190 metrów. Konstrukcja budynku została ukończona pod koniec 2018 r., Co czyni CITIC Tower najwyższym na świecie ukończonym budynkiem 2018 r.
Przydomek China Zun pochodzi od zun, starożytnego naczynia do wina, który zainspirował twórców budynku. Uroczystość wmurowania kamienia węgielnego pod budowę odbyła się w Pekinie 19 września 2011 r.
China Zun to budynek wielofunkcyjny, składający się z 60 pięter biurowych, 20 pięter luksusowych apartamentów i 20 pięter hotelu z 300 pokojami  na najwyższym piętrze na wysokości 524 m znajduje się ogród na dachu.
Budynek prawdopodobnie pozostanie najwyższym budynkiem w Pekinie przez wiele lat, ponieważ w 2018 roku władze ograniczyły nowe projekty w centralnej dzielnicy biznesowej do wysokości nie większej niż 180 metrów.
W kwietniu 2018 r. Hongkońska gazeta Ming Pao poinformowała, że trzy najwyższe piętra China Zun, piętra 106-107 i obserwatorium na poziomie 108, mają zostać wywłaszczone przez aparat bezpieczeństwa narodowego, ponieważ cały kompleks Zhongnanhai, siedziba Centrali Komitetu Komunistycznej Partii Chin i Rady Państwa Chińskiej Republiki Ludowej można było zobaczyć ze szczytu wieżowca gołym okiem w pogodny dzień. Pojawiły się  również informacje  że dzięki wysokiej klasy teleskopom i innym urządzeniom monitorującym można było zobaczyć codzienne życie i działalność przywódców partii i państwa.

## Galeria

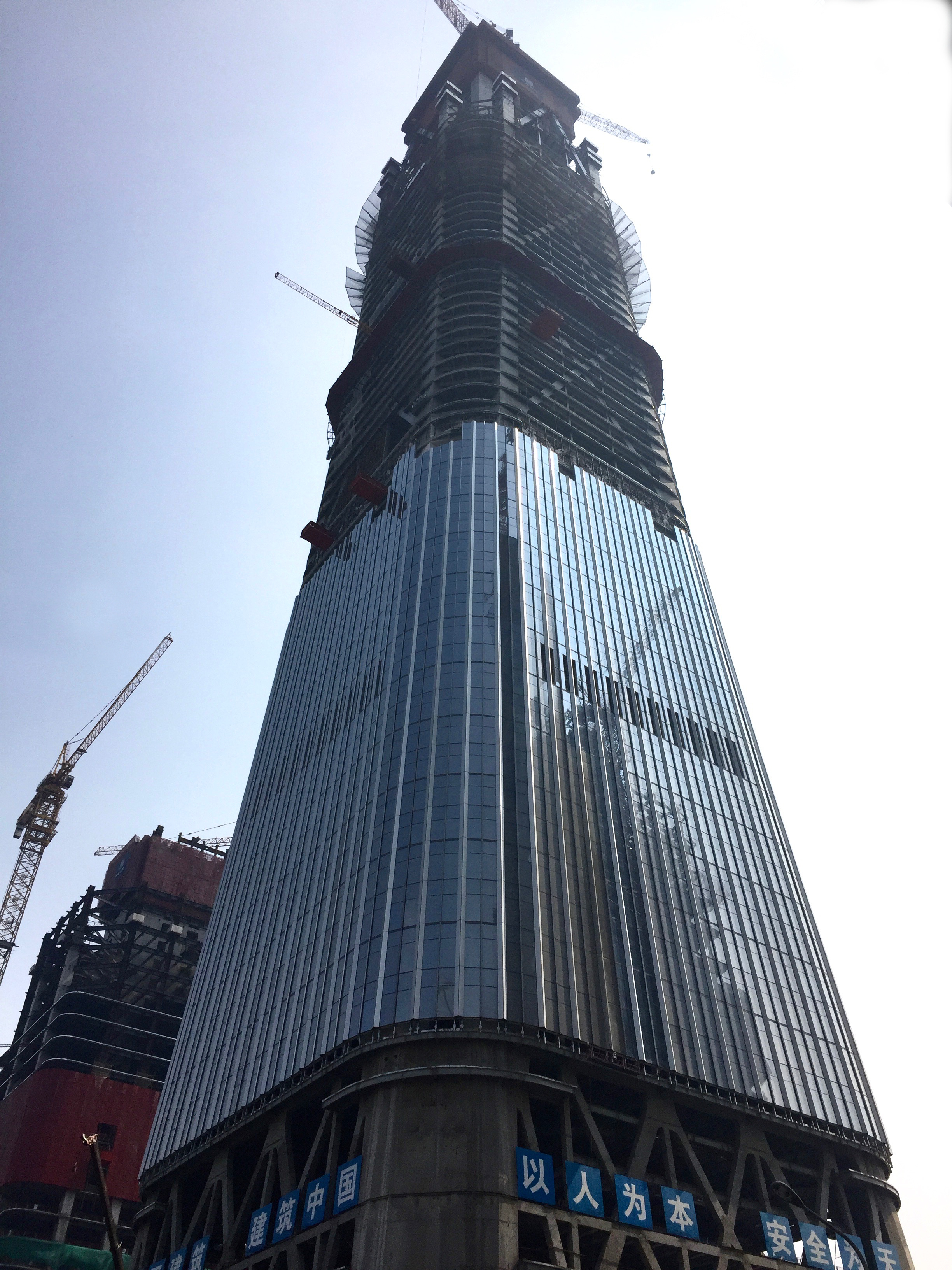
wrzesień 2016 r.
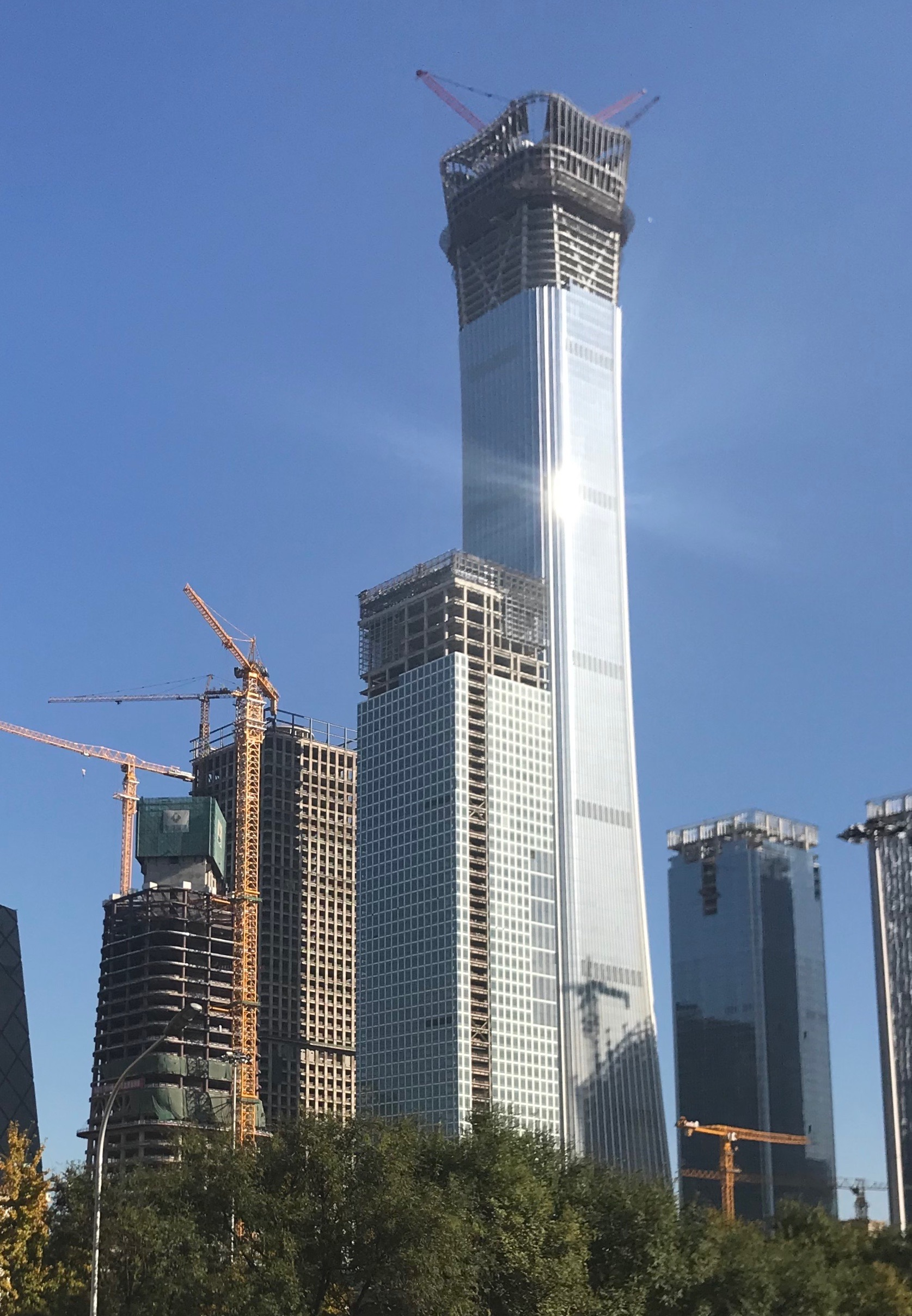
listopad 2017 r.
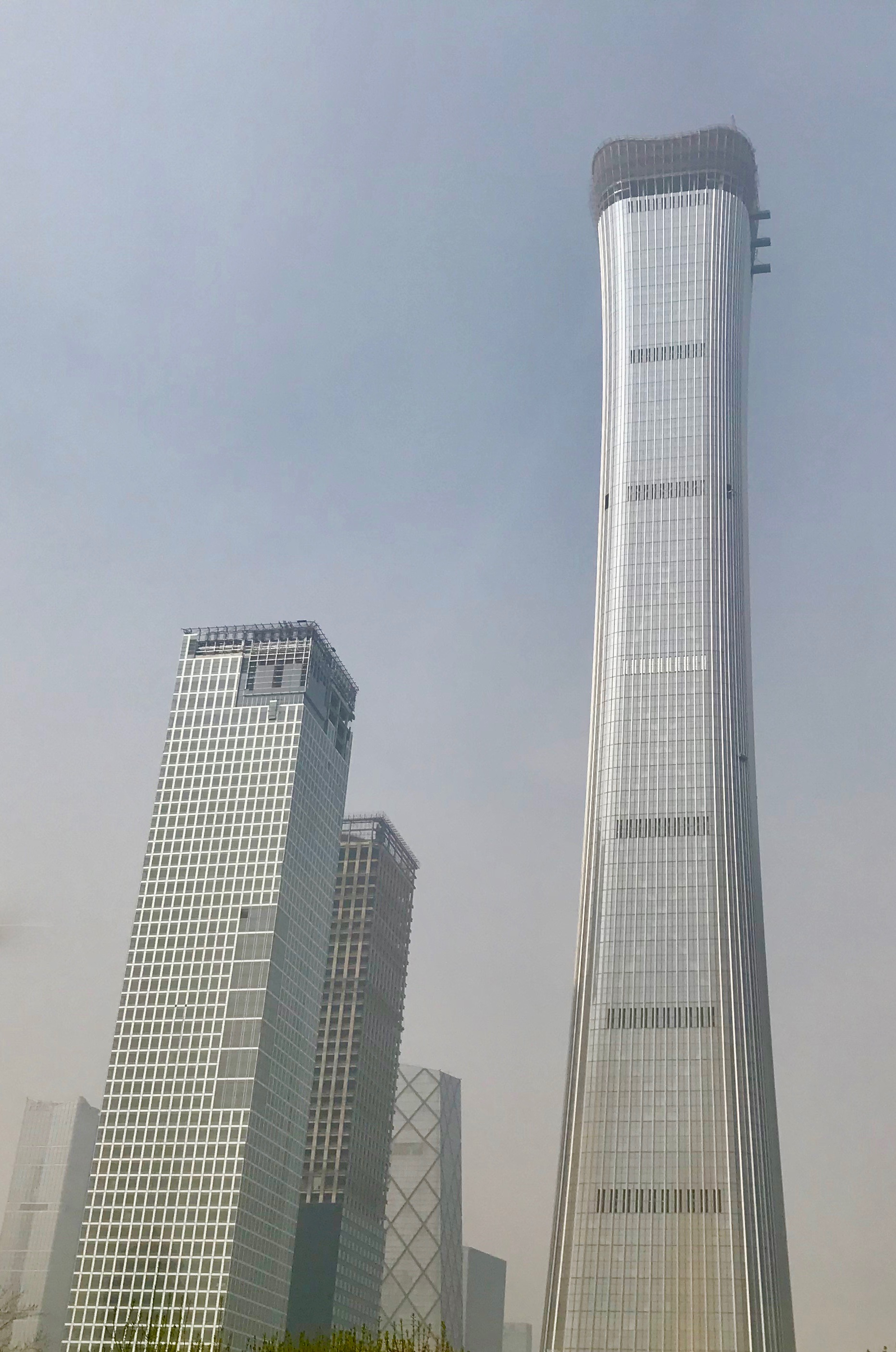
kwiecień 2018 r.